# Lijst van Sega Mega-CD-spellen
De lijst van Sega Mega-CD-spellen bevat computerspellen die uitgegeven zijn voor Sega Mega-CD.

## 0-9
- 3 Ninjas Kick Back / Hook (1994)
- 3x3 Eyes: Seima Densetsu (1993)

## A
- AX-101 (1994)
- A-Rank Thunder Tanjouhen (1993)
- The Adventures of Batman & Robin (1995)
- The Adventures of Willy Beamish (1993)
- After Armageddon Gaiden (1994)
- After Burner III (1992)
- Aisle Lord (1992)
- Alshark (1993)
- Android Assault: The Revenge of Bari-Arm (1994)
- Anetto Futatabi (1993)
- The Animals (1994)
- Aoki Ookami to Shiroki Mejika: Genchou Hishi (1993)
- Arcus I.II.III (1993)
- Arslan Senki (1993)

## B
- Bakuden: The Unbalanced Zone (1994)
- Batman Returns (1993)
- Battle Frenzy (1995)
- Battlecorps (1994)
- BC Racers (1994)
- Bill Walsh College Football (1993)
- Black Hole Assault (1992)
- Bouncers (1994)
- Bram Stoker's Dracula (1993)
- Brutal: Paws of Fury (1993)
- Burai: Hachigyoku no Yuushi Densetsu (1992)

## C
- Cadillacs and Dinosaurs: The Second Cataclysm (1994)
- Capcom no Quiz Tonosama no Yabou (1992)
- Captain Tsubasa (1994)
- Chuck Rock II: Son of Chuck (1993)
- Chuck Rock (1992)
- Cliffhanger (1993)
- Cobra Command (1992)
- Colors of Modern Rock (1993)
- Compton's Interactive Encyclopedia (1994)
- Corpse Killer (1994)
- Cosmic Fantasy Stories (1992)
- Crime Patrol (1994)
- Cyborg 009 (1993)

## D
- Daihoushinden (1994)
- Dark Seed (1993)
- Dark Wizard (1993)
- Death Bringer: The Knight of Darkness (1992)
- Demolition Man (1995)
- Detonator Orgun (1992)
- Devastator (1993)
- Double Switch (1993)
- Dracula Unleashed (1993)
- Dragon's Lair (1994)
- Dune (1993)
- Dungeon Explorer (1994)
- Dungeon Master II: Skullkeep (1994)
- Dynamic Country Club (1993)

## E
- Earnest Evans (1991)
- Earthworm Jim: Special Edition (1995)
- Ecco the Dolphin (1993)
- Ecco the Dolphin CD (1993)
- Ecco: The Tides of Time (1994)
- Egawa Suguro no Super League (1993)
- ESPN Baseball Tonight (1994)
- ESPN National Hockey Night (1994)
- ESPN NBA Hangtime '95 (1994)
- ESPN Sunday Night NFL (1994)
- Eternal Champions: Challenge from the Dark Side (1994)
- Eye of the Beholder (1994)

## F
- F-1 Circus CD (1994)
- Fahrenheit (1995)
- Fatal Fury Special (1995)
- Fhey Area (1992)
- FIFA International Soccer (1994)
- Final Fight CD (1993)
- Flashback (1993)
- Flink (1994)
- Formula One World Championship: Beyond the Limit (1994)
- Frog Feast (2005)
- Funky Horror Band (1991)

## G
- Gambler Jikko Chuushinha 2 (1992)
- Game no Kanzume: Sega Games Can Vol. 1 (1994)
- Game no Kanzume: Sega Games Can Vol. 2 (1994)
- Genei Toshi: Illusion City (1993)
- Ground Zero: Texas (1993)

## H
- Heart of the Alien (1994)
- Heavy Nova (1991)
- Heimdall (1994)
- Hook (1992)

## I
- Illusion City (1993)
- INXS (1992)
- Iron Helix (1994)
- Ishii Hisaichi no Daisekai (1994)

## J
- Jaguar XJ220 (1993)
- Jango World Cup (1993)
- Jeopardy! (1994)
- Joe Montana's NFL Football (1993)
- Jurassic Park (1993)

## K
- Keio Flying Squadron (1993)
- Kids on Site (1994)
- Kris Kross (1992)

## L
- The Lawnmower Man (1994)
- Lethal Enforcers II: Gun Fighters (1994)
- Lethal Enforcers (1993)
- Links: The Challenge of Golf (1994)
- Loadstar: The Legend of Tully Bodine (1994)
- Lords of Thunder (1995)
- Lunar: Eternal Blue (1994)
- Lunar: The Silver Star (1992)

## M
- Mad Dog McCree (1993)
- Mad Dog II: The Lost Gold (1994)
- Mahou no Shoujo: Silky Lip (1992)
- Mansion of Hidden Souls (1993)
- Marko's Magic Football (1994)
- Marky Mark and the Funky Bunch (1992)
- Masked Rider (1994)
- Mega Schwarzschild (1993)
- MegaRace (1994)
- Mickey Mania: The Timeless Adventures of Mickey Mouse (1994)
- Microcosm (1994)
- Midnight Raiders (1994)
- Might and Magic III: Isles of Terra (1993)
- Mighty Mighty Missile! (2005)
- Mighty Morphin Power Rangers (1994)
- Mortal Kombat (1992)
- My Paint: The Animated Paint Program (1993)

## N
- NBA Jam (1993)
- NFL Football Trivia Challenge (1994)
- NFL's Greatest: San Francisco vs. Dallas 1978-1993 (1993)
- NHL '94 (1993)
- Night Striker (1993)
- Night Trap (1992)
- The Ninja Warriors (1993)
- Nostalgia 1907 (1993)
- Novastorm (1993)

## P
- Panic! (1993)
- Pitfall: The Mayan Adventure (1994)
- Popful Mail (1994)
- Power Factory featuring C+C Music Factory (1992)
- Power Monger (1994)
- Prince of Persia (1992)
- Prize Fighter (1993)
- Pro Yakyuu Super League CD (1992)
- Psychic Dectective vol. 3: Psychic Detective Aya (1993)
- Psychic Dectective vol. 4: Psychic Detective Orgel (1993)
- Puggsy (1993)

## Q
- Quiz Scramble Special (1992)

## R
- Racing Aces (1993)
- Radical Rex (1994)
- Ranma ½: Byakuran Aika (1993)
- RDF Global Conflict (1994)
- Record of Lodoss War JASPAC (1994)
- Revenge of the Ninja (1993)
- Revengers of Vengeance (1994)
- Rise of the Dragon (1992)
- Road Avenger (1992)
- Road Rash (1995)
- Robo Aleste (1993)
- Romance of the Three Kingdoms III: Dragon of Destiny (1993)

## S
- Samurai Shodown (1995)
- The Secret of Monkey Island (1993)
- Sega Classics Arcade Collection (1993)
- Sengoku Denshou (1993)
- Sensible Soccer (1993)
- Sewer Shark (1992)
- Shadow of the Beast II (1994)
- Shadowrun (1996)
- Sherlock Holmes: Consulting Detective Vol. II (1993)
- Sherlock Holmes: Consulting Detective (1992)
- Shin Megami Tensei (1994)
- Shining Force CD (1994)
- Silpheed (1993)
- SimEarth (1993)
- Slam City with Scottie Pippen (1992)
- The Smurfs (1995)
- Snatcher (1994)
- Sol-Feace (1991)
- Sonic the Hedgehog CD (1993)
- Soulstar (1994)
- Space Ace (1993)
- The Space Adventure (1995)
- Spider-Man vs. The Kingpin (1993)
- Star Strike (2000)
- Star Wars Chess (1993)
- Star Wars: Rebel Assault (1994)
- StarBlade (1994)
- Stellar Fire (1993)
- Supreme Warrior (1994)
- Surgical Strike (1995)
- Syndicate (1993)

## T
- Tenbu: Mega CD Special (1992)
- Tenka Fubu (1991)
- The Terminator (1994)
- Theme Park (1995)
- The Third World War (1993)
- Thunderhawk (1993)
- Time Gal (1992)
- Tokyo Mahjong Gakuen (1996)
- Tomcat Alley (1994)
- Trivial Pursuit (1994)

## U
- Ultraverse Prime / Microcosm (1994)
- Urusei Yatsura: Dear My Friends (1994)

## V
- Vay (1993)

## W
- Warau Salesman (1993)
- Wheel of Fortune (1994)
- Who Shot Johnny Rock? (1993)
- Wild Woody (1995)
- Wing Commander (1994)
- Winning Post (1993)
- Wirehead (1995)
- Wolfchild (1993)
- Wonder Dog (1992)
- World Cup USA '94 (1994)
- WWF Rage in the Cage (1993)

## X Y Z
- Yumimi Mix (1993)